# Campeonato de Euskadi del Cuatro y Medio 2005
La XVII edición del Campeonato de Euskadi del Cuatro y Medio, competición de pelota vasca en la variante de pelota mano profesional de primera categoría, se disputó en el año 2005. Fue organizada conjuntamente por Asegarce y ASPE, las dos principales empresas dentro del ámbito profesional de la pelota a mano.
Aimar Olaizola fue el campeón, después de vencer por 22-5 a Yves Salaberri en la final disputada en el Frontón Atano III de San Sebastián el día 11 de diciembre de 2005.

## Primera ronda
| Fecha    | Frontón y localidad             | Rojo            | Azul               | Tanteo |
| -------- | ------------------------------- | --------------- | ------------------ | ------ |
| 07/10/05 | Municipal de Asteasu, Asteasu   | Patxi Ruiz      | Del Rey            | 22-20  |
| 08/10/05 | Labrit, Pamplona                | Capellán        | Olaizola I         | 12-22  |
| 17/10/05 | Beotibar, Tolosa                | Bengoetxea VI   | Martínez de Eulate | 22-19  |
| 15/10/05 | Labrit, Pamplona                | Leiza           | Galarza V          | 22-06  |
| 09/10/05 | Municipal de Bergara, Vergara   | Eugi            | Saralegi           | 22-16  |
| 15/10/05 | Municipal de Rentería, Rentería | Koka            | Txafee             | 22-18  |
| 14/10/05 | Gurea, Azcoitia                 | Aguirre         | Martínez de Irujo  | 22-15  |
| 16/10/05 | Municipal de Bergara, Vergara   | Berasaluze VIII | Gonzalez           | 11-22  |

## Octavos de final
| Fecha    | Frontón y localidad           | Rojo     | Azul          | Tanteo |
| -------- | ----------------------------- | -------- | ------------- | ------ |
| 22/10/05 | Labrit, Pamplona              | Eugi     | Patxi Ruiz    | 19-22  |
| 24/10/05 | Beotibar, Tolosa              | Koka     | Olaizola I    | 22-15  |
| 23/10/05 | Municipal de Bergara, Vergara | Aguirre  | Bengoetxea VI | 19-22  |
| 21/10/05 | , Guernica y Luno             | Gonzalez | Leiza         | 22-13  |

## Cuartos de final
| Fecha    | Frontón y localidad               | Rojo        | Azul          | Tanteo |
| -------- | --------------------------------- | ----------- | ------------- | ------ |
| 29/10/05 | Municipal de Balmaseda, Balmaseda | Beloki      | Patxi Ruiz    | 16-22  |
| 29/10/05 | Labrit, Pamplona                  | Olaizola II | Koka          | 22-12  |
| 30/10/05 | Municipal de Bergara, Vergara     | Xala        | Bengoetxea VI | 22-17  |
| 28/10/05 | Atano III, San Sebastián          | Titín III   | González      | 22-18  |

## Liguilla de Semifinales
| Fecha    | Frontón y localidad           | Rojo        | Azul        | Tanteo |
| -------- | ----------------------------- | ----------- | ----------- | ------ |
| 12/11/05 | Labrit, Pamplona              | Patxi Ruiz  | Olaizola II | 22-21  |
| 13/11/05 | Municipal de Bergara, Vergara | Titín III   | Xala        | 18-22  |
| 19/11/05 | Arizbatalde, Zarauz           | Olaizola II | Titín III   | 22-14  |
| 20/11/05 | Adarraga, Logroño             | Xala        | Patxi Ruiz  | 22-15  |
| 26/11/05 | Labrit, Pamplona              | Patxi Ruiz  | Titín III   | 19-22  |
| 27/11/05 | Atano III, San Sebastián      | Olaizola II | Xala        | 22-12  |

### Clasificación de la liguilla
| Pelotari | Pelotari    | Partidos jugados | Partidos ganados | Partidos perdidos | Puntos a favor | Puntos en contra | Dif. |
| -------- | ----------- | ---------------- | ---------------- | ----------------- | -------------- | ---------------- | ---- |
| 1        | Olaizola II | 3                | 2                | 1                 | 65             | 48               | +17  |
| 2        | Xala        | 3                | 2                | 1                 | 56             | 55               | +1   |
| 3        | Titín III   | 3                | 1                | 2                 | 54             | 63               | -9   |
| 4        | Patxi Ruiz  | 3                | 1                | 2                 | 56             | 65               | -9   |

## Final
| Fecha    | Frontón y localidad      | Rojo         | Azul | Tanteo |
| -------- | ------------------------ | ------------ | ---- | ------ |
| 17/12/05 | Atano III, San Sebastián | Olaizola II' | Xala | 22-05  |

- Datos: Q8257724